# Josef Kalvoda
Josef Kalvoda (15. ledna 1923 v Malči u Chotěboře – 8. března 1999 Hartford) byl profesor dějin a politických věd, publicista, poradce federálního ministerstva školství Spojených států amerických, předseda Křesťansko demokratického hnutí v exilu.

## Život
Josef Kalvoda se narodil 15. ledna 1923 v Malči u Chotěboře ve východních Čechách. V roce 1937 vystudoval nižší stupeň gymnázia, ale z rozhodnutí otce gymnaziální studia ukončil. Posléze vypomáhal při správě rodinného hospodářství a navštěvoval Odbornou školu hospodářskou v Nasavrkách, kterou úspěšně ukončil v roce 1940. V roce 1936 vstoupil do Sdružení katolické mládeže. Po konci 2. světové války vstoupil do Československé strany lidové. Jako její člen vystupoval jednoznačně protikomunisticky, byl proti plánům na kolektivizaci vesnic a nesouhlasil s politikou vedení strany v čele s Janem Šrámkem. Již v roce 1947 byl vyšetřován StB.

## Působení
Po komunistickém převratu v únoru 1948 byl zatčen a obviněn z protistátní činnosti. Když byl propuštěn z vazby a měl vyčkávat na začátek procesu, zvolil raději emigraci do Německa. V letech 1949–1951 pobýval v Norsku. Roku 1951 vycestoval do USA. Po příjezdu do USA pracoval jako ošetřovatel či dělník a cestoval po celé zemi. Tam se také rozešel s exilovou lidovou stranou a založil Křesťansko demokratického hnutí v exilu (KDH). Roku 1956 získal americké občanství a bakalářský titul z politologie a historie na Hunter College of the City University of New York, posléze na Columbia University of New York titul M.A v oboru politologie. Celé studium studoval při zaměstnání. Roku 1960 vstoupil do americké republikánské strany. Aktivně podporoval prezidentské kampaně Barryho Goldwatera a obě kampaně Ronalda Reagana, jejichž názory na komunismus (a postup proti němu) nejvíce odpovídaly těm jeho. V roce 1980 byl členem výboru Scholars for Reagan and Bush. V roce 1960 získal titul Ph.D. na Columbia University of New York a dále působil jako vysokoškolský pedagog. V roce 1968 při uvolnění politických poměrů navštívil jako americký občan Československo. Působil jako vyučující dějin a politických věd zejména na univerzitě St. Joseph College ve West Hartfordu ve státě Connecticut, vyučoval však také na univerzitách v San Diegu a v New Orleans. Postupně získal tituly associated professor a professor. Působil ve velké řadě akademických spolků.
Po roce 1989 spolupracoval s Československou stranou lidovou, později KDU-ČSL. Angažoval se též ve věci obnovení Mariánského sloupu na Staroměstském náměstí. Svou vlast pravidelně navštěvoval, ale trvalý návrat do ČR neplánoval. Po celý život byl praktikujícím katolíkem.

## Myšlenky
Ve svém díle se zaměřoval zejména na zahraniční politiku Sovětského svazu. Zastával tezi, že pouze razantní postup, tak jak jej později praktikoval Ronald Reagan, vůči Sovětskému svazu může být efektivní zahraniční politikou Spojených států amerických vůči tomuto státu. Odmítal spolupráci západního světa s komunistickými státy, finanční podporu Titovy Jugoslávie či komunistického Polska. Ve svých dílech se stavěl též kriticky k Eduardu Benešovi. Je znám daleko více v zahraničí než v České republice.

## Výběr z díla
- Titoism and Masters of Imposture (1958)
- Stalo se v adventu (spoluautor; ofic. uveden Jo Karud; 1981)
- Z bojů o zítřek (trilogie 1995, 1996, 1998)
- Genese Československa (1998)
- Role Československa v sovětské strategii (1999)
- Studená válka 1946–1989. Svoboda znamená odpovědnost (2001)